# Ciałusza (stacja kolejowa)
Ciałusza (biał. Цялуша; ros. Телуша) – stacja kolejowa w miejscowości Kawali, w rejonie bobrujskim, w obwodzie mohylewskim, na Białorusi. Położona jest na linii Homel - Żłobin - Mińsk.
Stacja powstała w XIX w. na linii Kolei Libawsko-Romieńskiej, pomiędzy stacjami Berezyna a Krasny Brzeg. Początkowo nosiła nazwę Kowale od miejscowości, w której jest położona, a następnie Rynia. 18 kwietnia?/1 maja 1912 przyjęto obecną nazwę, pochodzącą od oddalonej o 8 km miejscowości Ciałusza.